# Thierry Petit (entrepreneur)
Pour les articles homonymes, voir Thierry Petit.
Thierry Petit, né à Nevers le 12 mai 1973, est un entrepreneur et PDG français. Cofondateur du site showroomprive.com créé en 2006.

## Biographie
Thierry Petit est né dans la Nièvre avant d’étudier à l’Institut national des télécommunications (aujourd’hui Télécom SudParis). Ingénieur de formation, il commence en 1995 au sein d’agences telles que Planète Interactive et Brainsoft. Il crée ensuite le premier comparateur de prix du web français, Toobo.com, qu'il revend quelques mois plus tard à Liberty Surf (filiale d’Europ@Web de Bernard Arnault) pour un montant de 15 millions d’euros. Il est marié et père de trois enfants.
Il co-fonde avec David Dayan le site showroomprive.com en 2006, entreprise ensuite introduite en bourse en 2016, et dont il quitte ses fonctions opérationnelles en 2021.
Il est défini comme un business angel du secteur numérique français selon le classement Challenges 2016, il a notamment investi dans de nombreuses sociétés Internet tels que Avisdemaman, TagCommander, Soubis, DoYouBuzz, Platypus, RedVisitor, Storetail, YouMiam, BrocanteLab, Back Market, ABTasty, Sigfox, Talent.io, Tiller, Lendix, Whelp, Cubyn, Hivency, etc.
Fondateur de Made For All, qui finance et accompagne des projets à impact, il investit également dans des startups opérant dans les domaines de l'éducation, de la santé, de la transition écologique, de l'agriculture, du tourisme responsable, telles qu'Afrikrea.com, AlittleMarket.com, BlaBlaCar, BonneGueule, Each One, Ever Dye, Javelot, Lifen et Vinted.
En mai 2015, il lance avec d'autres chefs d'entreprise du web le mouvement « Reviens Léon, on innove à la maison ! », afin d'inciter les entrepreneurs français expatriés à revenir innover en France. Il est vice-Président de France Digitale, association qui réunit les entrepreneurs et investisseurs du numérique français. En 1999, Il reçoit le prix Microsoft de « la meilleure application internet de l’année » pour le site mondial du groupe L'Oréal.